# Alžir
Alžir, službeno Alžirska Narodna Demokratska Republika je država u sjevernoj Africi i najveća zemlja po veličini na afričkom kontinentu. Na sjeveru izlazi na Sredozemno more. Graniči na sjeveroistoku s Tunisom, na istoku s Libijom, na jugoistoku s Nigerom, na jugozapadu s Malijem i Mauretanijom te na zapadu s Marokom i Zapadnom Saharom.

## Zemljopis
Zemljopisne regije Alžira paralelne su s obalom Sredozemlja. Duž obale, u regiji Tell izmjenjuju se brdovita područja i doline u kojima se nalazi većina plodne zemlje i gdje živi glavnina stanovništva. Dublje u unutrašnjosti su Visoki platoi koji su zbog manjka oborina nepogodni za poljoprivredu. S juga ih obrubljuje Saharski Atlas, planinski lanac koji odvaja sjever zemlje od Saharske pustinje.
Rijetko naseljena i neplodna Sahara zauzima više od 90% alžirskog teritorija. Važna je prvenstveno zbog bogatih nalazišta nafte i zemnog plina. Na jugoistoku prelazi u Hoggarske planine u kojima se nalazi najviši vrh zemlje, 2.918 m visoki Tahat.

## Povijest
Prvi poznati stanovnici ovog područja preci su današnjih Berbera koji su pri kraju drugog i tijekom prvog tisućljeća prije Krista došli u dodir s pomorskim silama tadašnjeg Mediterana, prvo Feničanima, a onda i Rimljanima koji su u 1. stoljeću pr. Kr. nakon dugog razdoblja suradnje i vazalskih odnosa pokorili berbersku kraljevinu Numidiju i učinili je svojom provincijom.
Arapska osvajanja i s njima povezana arabizacija te islamizacija u razdoblju od kraja 7. stoljeća imali su odlučujući utjecaj na oblikovanje današnjeg Alžira. Na području sjeverozapadne Afrike koju su Arapi nazvali Magreb niklo je nekoliko samostalnih dinastija među kojima se ističu Fatimidi koji su u 10. i 11. stoljeću osvojili Egipat i osnovali Kairo, te Almoravidi i Almohidi koji su na vrhuncu (krajem 11. odnosno početkom 12. stoljeća) vladali većim dijelom sjeverne Afrike i južnim Iberskim poluotokom.
Na početku 16. stoljeća područje Alžira osvojile su snage Osmanskog Carstva pod vodstvom Hair ad-Dina Barbarosse. U sljedeća četiri stoljeća Alžir je u okviru Carstva uživao značajan stupanj autonomije, a većina državnih prihoda potjecala je od piratske aktivnosti na zapadnom Sredozemlju i trgovine robljem.
Francuska je 1830. osvojila Alžir i četiri ga godine poslije proglasila svojom kolonijom, ali se ubrzo suočila s otporom arapskog stanovništva pod vodstvom Abd al-Qadira koji je u dugotrajnom gerilskom ratu uspio držati pod kontrolom značajna područja zapadnog Alžira, sve dok 1846. nije konačno poražen. Tijekom 19. stoljeća u Alžir se, s potporom francuske vlade, uselio velik broj imigranata, zvanih colon iz matice i drugih europskih zemalja. Kolonisti su unaprijedili gospodarstvo Alžira razvijajući komercijalnu poljoprivredu, ali muslimansko stanovništvo je u tom procesu uglavnom marginalizirano i većina ih je ostala siromašna, te je ponuda punog državljanstva u zamjenu za prihvaćanje francuskih običaja i zakona uglavnom bojkotirana.
Poslije prvog svjetskog rata muslimani su se počeli politički organizirati u sve većem broju i ubrzo su se pojavili prvi zahtjevi za autonomijom, pa i neovisnošću. Put prema neovisnosti kompliciralo je žestoko protivljenje kolonista čiji su stavovi bili radikalniji od većine francuskih vlada. Sukob dviju skupina stanovništva ubrzo je prerastao u gerilski rat s povremenim terorističkim akcijama protiv civilnog stanovništva koje bi često potaknule cikluse osvete. Najpoznatiji ovakav incident zbio se u blizini gradića Philippeville u kolovozu 1955. kada su snage povezane s alžirskim Frontom nacionalnog oslobođenja (FLN) ubile 123 kolonista, među kojima su bili i starci i djeca, poslije čega je u odmazdi ubijeno između 1.200 i 12.000 muslimana.
Po povratku generala de Gaullea na vlast u Francuskoj 1958. postalo je jasno da je neovisnost Alžira neizbježna. Unatoč protivljenju konzervativnih krugova u vojsci i politici, nakon provedenih referenduma u Alžiru i Francuskoj Alžir je proglašen neovisnim 3. srpnja 1962. Gotovo svi kolonisti i njihovi arapski pristaše (13% stanovništva) napustili su u sljedećih nekoliko mjeseci zemlju.
Prvi predsjednik bio je Ahmed Ben Bella, osnivač FLN-a i borac za nezavisnost.
Nakon neovisnosti Alžirom su vladali političari povezani s FLN-om i vojskom, s politikom koja je bila kombinacija umjerenog socijalizma i arapskog nacionalizma. U osamdesetima je zbog pogoršanja stanja gospodarstva i rastuće nezaposlenosti vlada bila prisiljena na ustupke dvjema najvećim oporbenim skupinama – islamistima i manjinskim Berberima.
Novi ustav, donesen u veljači 1989. omogućio je osnivanje političkih stranaka i slobodne izbore. Na lokalnim izborima 1990. najviše je glasova dobio Islamski front spasa (FIS, Front Islamique du Salut) koji je zastupao stvaranje islamske države. Kada je u prvom krugu izbora za Narodnu skupštinu u prosincu 1991. Front osvojio 188 od 430 mjesta izborni je proces zaustavljen vojnom intervencijom. Alžir je ubrzo potonuo u desetogodišnji građanski rat od 1991. do 2002., s čestim masakrima civilnog stanovništva koji su se obično dovodili u vezu s radikalnim frakcijama islamista. Prema nekim Vladinim procjenama u sukobu je život izgubilo više od 100.000 ljudi. Nakon 1998. mnogi su gerilci položili oružje, međutim povremeni napadi terorista se nastavljaju. Do kraja ukidanja izvanrednog stanja 2011. nakon vala velikih prosvjeda, poginulo je 200.000 alžirskih državljana.

## Stanovništvo
Većina stanovništva govori arapskim odnosno njegovim lokalnim dijalektom. Oko 20% stanovnika govori berberskim i njeguje zasebni berberski identitet. Francuski je u širokoj upotrebi kao drugi jezik, osobito u upravi i visokom obrazovanju. Vjeroispovijed gotovo svih Alžiraca je sunitski islam koji je i državna religija, a kojeg propovijeda 99% stanovništa. Ostalih 1% su uglavnom kršćani.

## Jezik
Na području Alžira govori se 18 priznatih jezika (oko 46.700.000 stanovnika), uključujući i jedan znakovni. Nacionalni ili službeni je standardni arapski.
Popis: Alžirski arapski, alžirski znakovni jezik, arapski standardni, Centralnoatlaski tamazight, chenoua, francuski, kabilski, korandje, Saharski arapski, tachawit, Tachelhit, Tagargrent, tahaggart tamahaq, tarifit, taznatit, temacine tmazight, tidikelt tamazight, Tumzabt.

## Religija
Vjeroispovijed gotovo svih Alžiraca je sunitski Islam koji je i državna religija.
Službene statistike govore da su 99%, Alžiraca muslimani. Nesunitski muslimani u Alžiru su ibadi, kojih je 290 tisuća, a žive u dolini M'zab u pokrajini Ghardaïji. No, ateisti i ostali bez vjere nisu uračunati u statistikama.
Također u Alžiru živi oko 150 tisuća kršćana, od kojih je 10 tisuća rimokatolika, od 50 do 100 tisuća evangeličkih protestanata, uglavnom pentekostalaca), prema podatcima čelnog čovjeka Alžirske protestantske Crkve, Mustaphe Krima. Procjenjuje se da je početkom 1980-ih u Alžiru živjelo 45 tisuća rimokatolika koji su uglavnom bili inozemci (Europljani, Afrikanci, vjernici s Bliskog istoka i J. Amerike) ili tuzemci u braku s osobama doseljenim iz Francuske ili Italije. Tuzemaca je vrlo mali broj. Alžirska bazilika je Majke Božje Afričke. Iz redova alžirskih rimokatolika su i alžirski mučenici, 7 redovnika trapista koje su ubili radikalni islamisti. No, u gradu Oranu se nalazi i svetište Svetog Križa (Santa Cruz), koje je mjestom vjerskog dijaloga kršćana i muslimana, jer ondje "kamo dolazi velik broj muslimanskih pobožnih žena kako bi zapalile svijeću Djevici Mariji.
Alžir je nekada imao važnu židovsku zajednicu sve do 1960-ih. Skoro cijela zajednica je iselila nakon što se Alžir osamostalio. Mali dio Židova je ostao živjeti u Alžiru.

## Promet
Značajnije luke za međunarodni promet su morske luke Alžir, Annaba (glavna luka za izvoz minerala), Arzew, Béjaïa, Djendjene, Ghazaouet, Jijel, Mers el Kebir, Mostaganem, Oran i Skikda.

### Gospodarstvo
Proizvodnja nafte i zemnog plina glavna je gospodarska grana i ostvaruje 30 % BDP-a, 60% proračunskih prihoda i 95 % izvoznih prihoda. U tijeku su opsežne gospodarske reforme koje uključuju privatizaciju državnih poduzeća i liberalizaciju trgovine, za sada s ograničenim uspjehom. BDP je u 2024. bio 16.483 USD po stanovniku, mjereno po PKM-u.

## Šport
Sudionik Olimpskih igara 2016. i prijašnjih.

## Slike
- Alžir Admiralitet i torpedni brodovi ~ 1900.
- El Qued 1985.
- El Qued prema Ghardai - traženje pustinjske ruže 1985.
- Između Ghardaie i El Golee 1985.
- Tuareškinje u In Araku 1985.